# Loreen Schreck
Loreen Patricia Schreck (* 2. September 1994) ist eine deutsche Jugendfunktionärin. Sie war von 2021 bis 2025 Bundesvorsitzende der Sozialistischen Jugend Deutschlands – Die Falken (SJD – Die Falken) und ist seit 2021 stellvertretende Bundesvorsitzende des Deutschen Bundesjugendringes (DBJR).

## Werdegang
Schreck kommt aus dem Landesverband Rheinland-Pfalz bzw. Stadtverband Ludwigshafen der SJD – Die Falken und war dort u. a. Landesvorständin und Leiterin des F-Rings. Sie war seit 2017 für den SJ-Ring Mitglied des Bundesvorstandes der Falken, bevor sie 2019 als SJ-Ring-Vorsitzende und stellvertretende Bundesvorsitzende und 2021 als Bundesvorsitzende gewählt wurde – zunächst in einer Doppelspitze mit Alma Kleen, später mit Karl Müller-Bahlke. Diese Position hatte sie bis Mai 2025 inne 
Im Bundesvorstand des DBJR, dem Schreck seit 2021 angehört, ist Schreck für die Themen Bildung, Demokratieförderung, deutsch-israelische Zusammenarbeit, Geschlechterpolitik, Jugendpolitik und -beteiligung, Jugendwerke, politische Bildung und Prävention sexualisierter Gewalt zuständig.
Darüber hinaus ist Schreck Mitglied des Vorstands des Förderkreises „Dokumentation der Arbeiterjugendbewegung“.
Schreck studiert Erziehungswissenschaft und Gender Studies. Sie lebt in Berlin.
Schreck setzte sich unter anderem gegen das 2022 geschaffene Sondervermögen für die Bundeswehr und für die Ausfinanzierung von Bildungseinrichtungen ein.